# فاطمه زهرا در قرآن و روایات
در بسیاری از آیات قرآن به فاطمه زهرا اشاره شده، امّا، همچون امامان شیعه، نامی از او به‌میان نیامده‌است. پژوهشگران و نویسندگان اهل سنّت و شیعه شمار گوناگونی از آیات را دربارهٔ فاطمه دانسته‌اند. بعضی ۳۰ آیه، بعضی ۶۰ آیه در ۴۱ سوره و بعضی هم ۱۳۵ آیه از ۶۷ سوره را دربارهٔ او می‌دانند. این اختلاف به دو دلیلِ نوع انتساب آیات و اختصاص بخشی از آیات به موضوع است: گاهی بیش از یک آیه است که فاطمه را موضوعش دانسته‌اند و یک بار به‌شمار آورده‌اند، و گاهی دو موضوع دربارهٔ فاطمه در یک آیه بازشناخته شده‌است. بیشتر این موارد انتساب براساس احادیث است، امّا برخی نیز از جهت شأن نزول و تطبیق مصداق و برخی هم از نظر تأویل و بطن آیات و برخی تفسیر است.

## آیات مرتبط با فاطمه زهرا

### سورهٔ انسان
سید محمدحسین طباطبایی، از مفسّران شیعه، در بحث روایی تفسیر این سوره، با گزارش روایات موجود در کتاب‌های اهل سنّت و شیعه، شأن نزول این سوره را مرتبط با علی و فاطمه و داستان بیماری فرزند یا فرزندانشان و نذر برای بهبودیشان برمی‌شمارد. او با توجه به روایات ترتیب نزول سُوَر و سیاق آیات و روایات دیگر مربوط به آن، این سوره را مدنی می‌داند. سپس با نقل برخی روایات اهل سنت دربارهٔ مردی سیاه و دیدارش با پیامبر و شأن نزول سوره دربارهٔ آن مرد، به نقد و بررسی این روایات پرداخته و با ذکر دلایل این انتساب را رد، و نزول این سوره دربارهٔ اهل بیت را اثبات می‌کند.
از مفسران اهل سنت، شهاب‌الدین آلوسی در روحُ‌الْمَعانی، ضمن گزارش روایات و گفته‌های دیگر مفسران، این داستان را گزارش می‌کند و آن را دربارهٔ اهل بیت می‌داند. او با توجه به گزارش‌های تِرْمِذی و ابن جُوزی و ظاهر آیات می‌گوید این گفته‌ها ایجاب می‌کند که این سوره مدنی باشد و دلیل آن را فرزندان علی و فاطمه می‌داند که در مدینه متولد شدند و این موضوع با ظاهر آیات تعارضی ندارد. نیز از لطایف این سوره این را گوید که در هیچ‌جایش، به احترام فاطمه زهرا، نامی از حورُالْعین نیامده و تنها از «وِلْدانٌ مُخَلَّدون» یاد شده‌است. فخر رازی در تفسیر کبیر داستان بیماری فرزندان علی و فاطمه را به‌نقل از زَمَخْشَری در کَشّاف و واحدی در اَلْبَسیط می‌آورد، امّا می‌گوید دلیلی برای اختصاص این آیات به علی بن ابی‌طالب، فاطمه و فرزندانشان نیست، بلکه این آیات دربارهٔ همهٔ ابرار مانند صحابه و تابعینِ مُتَّقی مصداق دارد؛ مگر این‌که این آیات دربارهٔ صدورِ طاعتِ مخصوصی از جانب آنان نازل شده‌باشد. شوکانی در فَتحُ الْقَدیر نیز روایت اِبنِ مَرْدَوَیْه از ابن‌عباس را گزارش می‌کند که این آیات دربارهٔ علی بن ابی‌طالب و فاطمه زهراست.

### سورهٔ قدر
حسن حسن‌زادهٔ آملی در تفسیر عرفانی سورهٔ قدر می‌گوید سِیرِ حُبّیِ وجود، در قوس نزول، در منازلی است که به شب تعبیر شود؛ همان‌گونه‌که در سیر ظهور صعودی، به روز. بعضی شب‌ها لَیالیِ قدر و بعضی از روزها ایام‌الله است؛ و فاطمه لَیلةُالقدرِ یازده کلام‌اللهِ ناطق است، چنان‌که جعفر صادق گفت: کسی که حق معرفت به فاطمه پیدا کند، یعنی به‌درستی او را بشناسد، لیلةالقدر را ادراک کرده‌است. او می‌گوید انسان کامل، قرآنِ ناطق است و بنابراین، یازده قرآن ناطق در شبی مبارکه که مادر امامان است، نازل شده‌است؛ و می‌گوید به‌گفتهٔ پیامبر کسی که فاطمه را آن‌چنان‌که شایسته‌است بشناسد، شب قدر را درک کرده و فاطمه ازآن‌رو که خلایق از کُنْهِ شناخت او بریده شده‌اند، فاطمه نامیده شد.

### سورهٔ کوثر
در تفسیر المیزان دربارهٔ سوره کوثر آمده که معنای آن، خیرِ کثیر است و عجیب آن است که مفسران در بیان مصداق آن، اختلاف فراوانی دارند و بیست و شش معنی برای آن ذکر کرده‌اند. علّامه طباطبایی در ادامه بیان می‌کند که با توجه به آیهٔ آخر سوره و از سوی دیگر با درنظرگرفتن روایات گوناگون دربارهٔ داستان گویندگان به بی‌نسل‌ماندن پیامبر اسلام، این سوره دلالت بر فاطمه و فرزندان او و کثرت نسل پیامبر از طریق فاطمه زهرا دارد. آلوسی نیز در روح‌المعانی می‌گوید از مصداق‌های کوثر، کثرت فرزندان پیامبر اسلام است و سپس می‌گوید چنین است که فرزندان پیامبر اسلام سراسر جهان را فراگرفته‌اند؛ و در ادامه همان داستان مذکور در المیزان را بیان می‌کند. فخر رازی در تفسیر کبیر و بَیْضاوی در اَنوارُ التَّنزیل نیز، یکی از مصداق‌های کوثر را کثرت فرزندان و نسل پیامبر اسلام بیان می‌کنند.

### آیهٔ مباهله
به‌نوشتهٔ طباطبایی، رویداد مُباهِله از رویدادهای صدر اسلام و ماجرای رویارویی پیامبر اسلام و اهل بیتش از یک‌سو و مسیحیان نَجران ازدیگرسو است. در این رویداد، مسیحیان نجران با پیامبر دربارهٔ درستی دعوتش مُحاجّه (دلیل آوردن) کردند و این گفتگو سرانجام به آن‌جا کشید که با درخواست مباهله از سوی محمّد مواجه شدند. دو طرف با افراد خود در محل مباهله حاضر شدند. هنگامی که مسیحیان دیدند محمّد با عزیزترین کسان و اعضای خانواده‌اش، — علی، فاطمه، حسن و حسین — آمده تا با آنان مباهله کند، یقین کردند که از این مباهله سلامت نخواهند ماند، چراکه رفتار محمّد نسبت به خانواده‌اش، نشان از اطمینان او نسبت به عقیدهٔ خود دارد. در تفسیر روح‌المعانی نیز پس از بیان داستان محاجهٔ مسیحیان با محمّد دربارهٔ عیسی و پیشنهاد مباهله از سوی محمّد، روایات موجود نقل شده و نویسنده بیان کرده که منظور از افراد در آیهٔ مباهله، علی، فاطمه، حسن و حسین هستند و ادامه می‌دهد که این موضوع دلالت بر برتری اهل بیت دارد. فخر رازی در تفسیر کبیر، بیضاوی در انوار التنزیل، مَحَلّی و سُیوطی در تفسیرُ الْجلالِیْن، ابن کثیر در تفسیرُ الْقرآنِ الْعَظیم و ابن عَطیّه اَندِلُسی در اَلْمُحَرَّرُ الْوَجیز نیز، افراد حاضر در مباهله را، علی، فاطمه، حسن و حسین دانسته‌اند.

### آیات نور
آیه یا آیات نور به آیات ۳۵ تا ۳۸ سورهٔ نور گفته می‌شود. در بحث روایی این آیات در المیزان احادیثی روایت شده که مصداق این آیات را اهل بیت پیامبر می‌داند و «مِشکاة» را همانا فاطمهٔ زهرا؛ و در ادامه آمده که منظور از بیوت در این آیات بیت انبیا است که بیت علی و فاطمه نیز یکی از آن‌هاست. در روح‌المعانی نیز در توضیح آیهٔ ۳۶ و دربارهٔ بیوتِ مطرح‌شده در آن، روایتِ بیتِ انبیا نقل شده‌است. ابن مَغازِلی در مناقب، حدیثی از موسی کاظم نقل می‌کند که در آن، مراد از «مِشکوٰة» و «کَوکَبٌ دُرّیٌّ» فاطمه زهرا بیان شده‌است.

### آیهٔ تطهیر
علّامه طباطبایی در بحث جامعی در تفسیر این آیه در المیزان، مخاطب این آیه را اصحاب کسا می‌داند و به احادیث آن که تعداد آن‌ها بیش از هفتاد حدیث است و بیشتر از طریق اهل سنّت هستند اشاره می‌کند. راویان این حدیث نزد اهل سنت ام‌ّسَلَمه، عایشه، ابوسعید خُدری، سعد، واثِلة بن اَسقَع، ابِی‌الْحَمراء، ابن‌عباس، ثوبان غلام آزادشدهٔ پیامبر اسلام، عبدالله بن جعفر، علی بن ابی‌طالب، و حسن بن علی هستند و نزدیک به چهل طریق از آنان نقل شده‌است. راویان نزد شیعه علی بن ابی‌طالب، علی بن الحسین، محمد باقر، جعفر صادق و علی بن موسی الرضا، ام‌سلمه، ابوذر، ابی‌لیلی، ابوالاَسوَد دُؤِلی، عمرو بن میمون اودی، و سعد بن ابی‌وقاص هستند که بیش از سی طریق از آنان نقل شده‌است. آلوسی در تفسیر خود ضمن بیان روایات مختلف دربارهٔ مصداق اهل بیت در این آیه، به حدیث کسا اشاره می‌کند و اهل بیت را اصحاب کسا می‌داند. اما در ادامه و در بحث عصمت و طهارت، ضمن بیان نظر شیعه و رد آن، قائل به عصمت و طهارت اهل بیت نیست و این آیه را شرط می‌داند، نه آیه‌ای که خبری باشد و در گذشته انجام شده‌باشد. طبری در جامعُ الْبَیان بسیاری از احادیث را نقل می‌کند که این آیه را دربارهٔ علی، فاطمه، حسن و حسین می‌دانند و می‌گوید که بعضی قائل به این هستند که منظور از اهل بیتِ پیامبر، اینان هستند. بیضاوی در انوار التنزیل نیز می‌گوید شیعیان معتقدند که این آیه دربارهٔ علی، فاطمه و دو فرزندشان است و دربارهٔ عصمتِ آنان، به این آیه احتجاج می‌کنند، اما این احتجاج با قبل و بعد آیه متناسب نیست و احادیث هم تنها به این اشاره دارد که اینان از اهل بیت پیامبر به‌شمار می‌روند. فخر رازی در تفسیر کبیر می‌گوید نظرات مختلفی دربارهٔ کیستی اهل بیت در این آیه هست؛ امّا نظر معتبرتر این است که اهل بیت، فرزندان پیامبر — فاطمه — و همسران و حسن و حسین و علی هستند. ابن کثیر در تفسیر القرآن العظیم حدیث ایستادن پیامبر به‌مدت شش ماه بر در خانهٔ فاطمه و صدازدن اهل بیت برای نماز و حدیث کسا را بیان می‌کند. ابن عطیه در المحرر الوجیز با اشاره به حدیثی از پیامبر می‌گوید این آیه در حق پیامبر، علی، فاطمه، حسن و حسین نازل شده‌است. ماتُریدی در تَأویلاتُ أَهلِ السُّنَّة می‌گوید شیعیان با استناد به حدیث کسا، این آیه را دربارهٔ اهل بیت — علی، فاطمه، حسن و حسین — می‌دانند.

### آیهٔ مودت
در المیزان دربارهٔ آیهٔ ۲۳ سورهٔ شُوریٰ و در توضیح و تفسیر این آیه، ضمن گزارش گفته‌های مختلف مفسران و سنجش و نقد آن‌ها، آمده‌است که مقصود از «مَوَدَّتِ قُربیٰ»، محبّت اهل بیت محمّد — علی، فاطمه، حسن و حسین — است؛ و در ادامه نیز روایات گوناگون از طریق اهل سنت و شیعه که به این موضوع تصریح شده، آمده‌است. آلوسی در تفسیر این آیه، روایتی را از ابن‌عباس نقل می‌کند که در آن، از پیامبر دربارهٔ کیستیِ «قُربیٰ» در این آیه پرسش شده و پاسخ پیامبر علی، فاطمه، حسن و حسین بوده‌است؛ و سپس آلوسی ماجرای برخورد مرد شامی با علی بن الحسین و خواندن این آیه از سوی علی بن الحسین را بیان می‌کند؛ و ادامه می‌دهد اخبار و احادیث دربارهٔ نزول این آیه در شأن اهل بیت چنان زیاد است که احصاء و شمرده نمی‌شود؛ و در پایان هم حدیث سفینه را ذکر می‌کند. ازسوی‌دیگر، در روح‌المعانی در رد ادعای شیعه مبنی بر امامت اهل بیت براساس این آیه، آمده که منظور از مودّت، دوستی اهل بیت است و این آیه دلالتی بر واجبُ الامامة و واجبُ الطاعه بودن شخص واجبُ المحبة نیست. طبری در جامع البیان با اشاره به معانی مختلف «قُربیٰ»، در تفسیر آیه می‌گوید منظور نزدیکان پیامبر هستند. فخر رازی در تفسیر کبیر به‌نقل از تفسیر کشّاف زمخشری و نیز ابن عطیه در المحرر الوجیز می‌گویند از پیامبر دربارهٔ مراد از نزدیکانش (قربیٰ) پرسش شد و او پاسخ داد منظور علی، فاطمه و دو پسرشان — حسن و حسین — هستند. ابن کثیر در تفسیر القرآن العظیم داستان اسارت علی بن الحسین و خطاب فردی در دمشق به او، و پاسخ علی بن الحسین به او دربارهٔ کیستی «قربیٰ» را بیان می‌کند.

## در سیرهٔ پیامبر اسلام

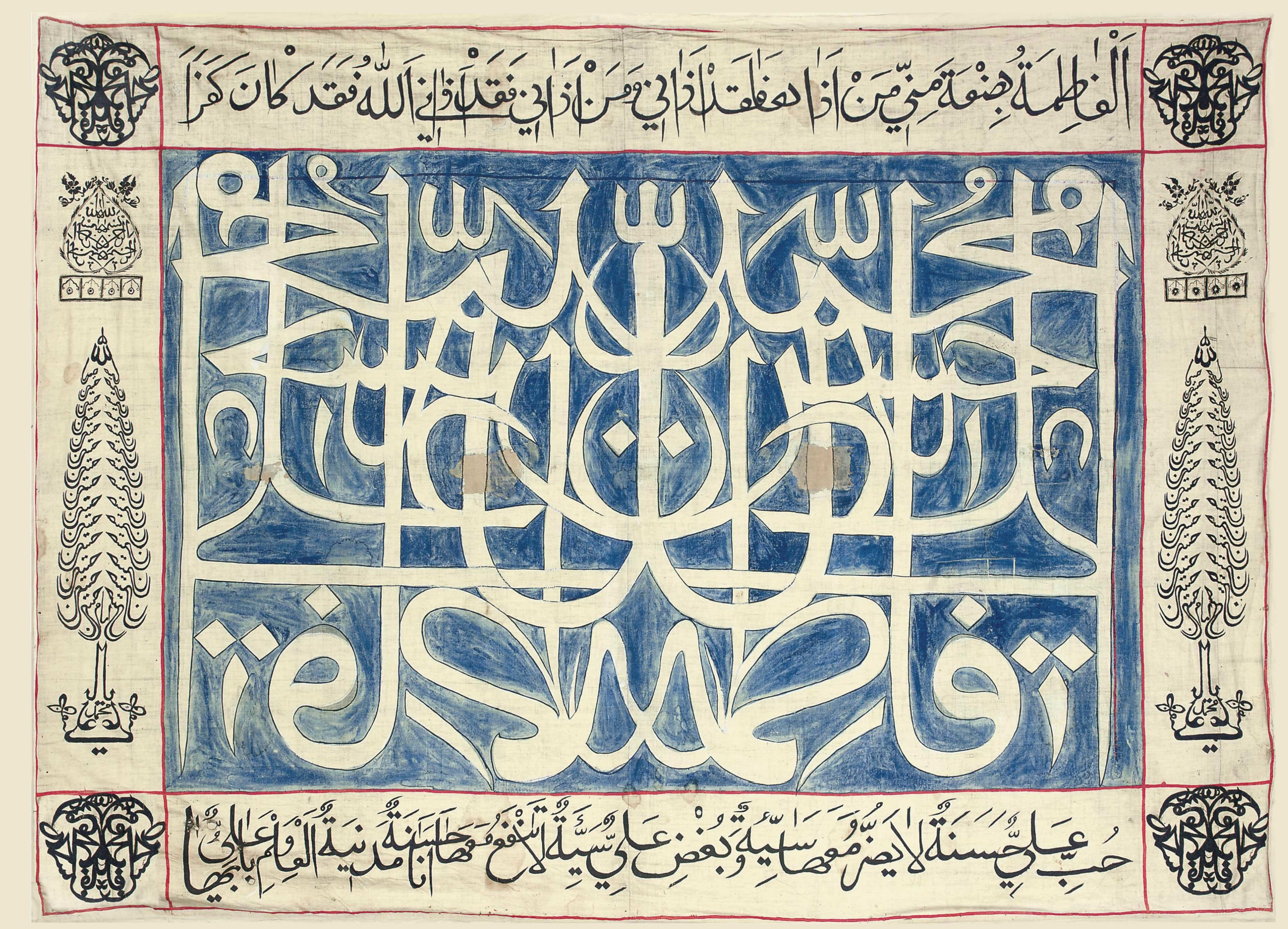
خط‌نقاشیِ نام آل کسا و دو حدیث از پیامبر اسلام روی پارچه، احتمالاً متعلّق به ایران یا آسیای مرکزی، سدهٔ سیزده ه‍. ش

عربستان در آستانهٔ ظهور اسلام سرزمینی خشک با آب‌وهوایی سخت، معیشتی طاقت‌فرسا و فرهنگی خشن بود. زن در آن جامعه منزلتی نداشت و مایهٔ سرشکستگی برای خانواده‌اش بود، تا جایی که برخی اعراب بیابان‌گرد اقدام به زنده‌به‌گورکردن نوزادان دختر خود می‌کردند. در چنین محیطی، به‌این‌ترتیب، سنت محمّد در تکریم فاطمه در تقابل با آموزه‌های فرهنگی محیط عربستان بود.
احادیث محمّد دربارهٔ فاطمه دو دسته‌اند: دستهٔ نخست آن‌هایی که منحصراً دربارهٔ فاطمه زهراست؛ و دستهٔ دوم احادیثی که دربارهٔ اهل بیت محمّد هستند که شامل فاطمه به‌عنوان یکی از اعضای آن هم می‌شوند. در این‌جا از ذکر احادیث دستهٔ دوم خودداری می‌شود. برخی از مهم‌ترین آن‌ها حدیث سفینه، حدیث نجوم و حدیث ثقلین هستند.

### حدیث بضعه
حدیث بَضعَه از احادیث مشهور و معروف و حتی مُتَواتِرِ معنوی محمّد پیامبر اسلام است. این حدیث به ۲۸ لفظ مختلف در بسیاری از کتاب‌ها ازجمله دست‌کم ۱۸ منبع اهل سنت و ۱۳ منبع شیعه روایت شده‌است. دربارهٔ علّت صدور این حدیث چند ماجرا نقل شده که عبارتند از: نخست ماجرای پرسش محمّد از علی دربارهٔ بهترین چیز برای زنان و پرسش علی در این‌باره از فاطمه و پاسخ فاطمه؛ دوم در ماجرای پذیرش توبهٔ ابولُبابه انصاری و بازکردن او از ستون توبه توسط فاطمه زهرا؛ سوم در ماجرایی که محمّد فاطمه را معرفی کرد؛ چهارم در شب عروسی علی و فاطمه که محمّد این جمله را خطاب به علی گفت؛ و پنجم ماجرایی که توسط مسور بن مخرمه دربارهٔ خواستگاری علی از دختر ابوجهل و ماجراهای پس از آن روایت شده‌است. محمدجعفر طبسی در پژوهشی دربارهٔ این حدیث در منابع اهل سنت، ضمن این‌که ۱۲۳ منبع حدیث بضعه در کتاب‌های اهل سنت را ذکر می‌کند، دربارهٔ روایت پنجم اشکال‌هایی را مطرح، و به دلایل مختلف صحت این ماجرا را رد می‌کند.
تقریباً همهٔ منابع اهل سنّت این حدیث را تنها از مسور بن مخرمه یا عبدالله بن زبیر و دربارهٔ ماجرای خواستگاری یا بدون ذکرِ علّتِ صدورِ حدیث نقل کرده، و به موارد دیگر اشاره نکرده‌اند. از مهمّ‌ترین این منابع عبارتند از: مُتَّقی هندی در کَنزُ العُمّال، مُحب‌ّالدین طبری در ذَخائِرُ الْعُقبیٰ، طَبَرانی در اَلْمُعجَمُ الْکَبیر، سیوطی در اَلْخَصائِصُ الْکُبریٰ، ذهبی در سِیْرُ اَعْلامِ النُّبَلاء و اَلْمُنتَقیٰ مِن مِنهاجِ الإعتِدال، ابونُعَیْم اصفهانی در اَمالی، ابن حجر عسقلانی در اَلْمَطالِبُ الْعالیَةُ، و ابن حَجَر هِیْتَمی در اَلصَّواعِقُ الْمُحْرِقَة.

### حدیث سرور زنان عالم

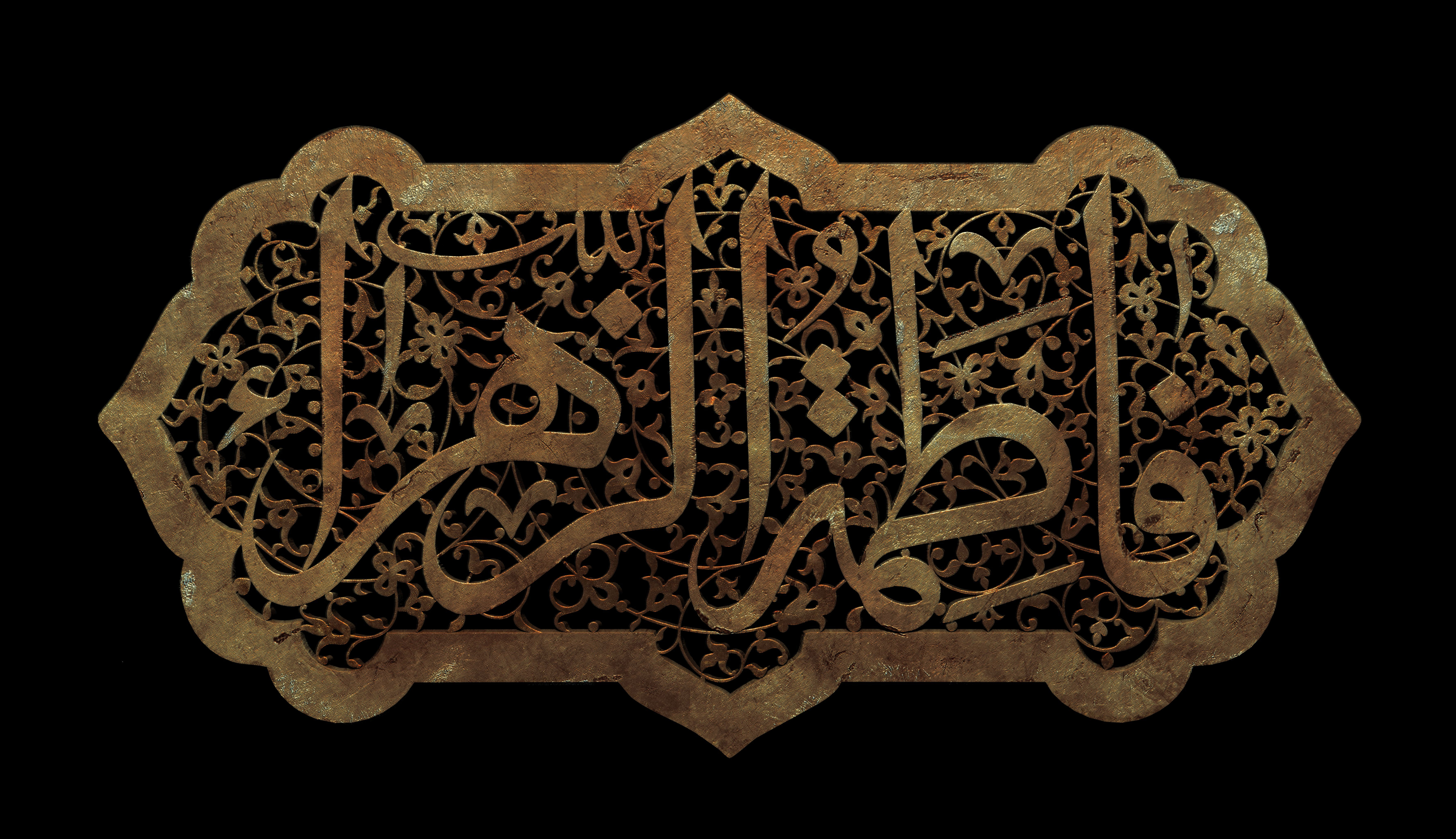
نسخهٔ بازسازی‌شده از نقش نام فاطمه زهرا به خط ثلث در مشبکی فولادی از دورهٔ صفوی. این اثر در کانون هنر شیعی ایران بازسازی شده و نسخهٔ اصلی آن در موزهٔ آقاخان در شهر تورنتو، کانادا نگه‌داری می‌شود.

حدیث «سَیِّدَةُ النِّساءِ الْعالَمین» از دیگر احادیث محمّد است که برتری فاطمه بر زنان جهان را بیان می‌کند. راویان این حدیث علی بن ابی‌طالب و فاطمه زهرا، ابن‌عباس، اَنَس بن مالک، ابی‌لیلی، ابوهُرَیْره، عایشه، عبدالرحمن بن ابی‌لیلی، جابر بن عبدالله انصاری، ابوسعید خُدری، حُذَیْفة بن یَمان، ام‌ّسلمه، ابواَسلَمی، عبدالله بن مسعود، عبدالله بن عمر، عِمْران بن حُصَیْن، جابر بن سَمُره، ابوبُرَیْده اسلمی هستند. منابع اهل سنت و شیعه نقل می‌کنند که محمّد فاطمه را سرور زنان همهٔ جهانیان خوانده‌است. در برخی از منابع اشاره شده که او سرور زنان بهشتی — به‌جز مریم — و در برخی دیگر او سرور زنان همهٔ عوالم است. حاکم نیشابوری و ذهبی، از محدثان برجسته اهل سنت، این روایت را صحیح می‌دانند. برخی از دانشمندان اهل سنّت مانند آلوسی، عبدالرحمن سهیلی، محمد بن عبدالباقی زَرقانی، سفارینی، ابن الجکنی، شیخ رفاعی و محمد طاهر القادری بر برتری فاطمه زهرا تأکید کرده‌اند. در منابع روایی و تفسیری شیعه نیز، روایات فراوانی در این‌باره موجود است. مُحب‌ّالدین طبری در ذَخائِرُ الْعُقبیٰ حدیثی را از پیامبر نقل می‌کند که در آن از مریم دختر عِمران، خدیجه بنت خویلد، فاطمه بنت محمّد و آسیه همسر فرعون، به‌عنوان چهار زن برتر جهانیان نام برده می‌شود. او در ادامهٔ همین مطلب، حدیث عیادت پیامبر از فاطمه زهرا در هنگام بیماری و بعضی روایات دیگر از پیامبر را نقل می‌کند که فاطمه زهرا را «برترین سرور زنان جهان» یا «سرور زنان جهان» می‌نامند. ابن اسحاق نیز این موضوع را در سیرهٔ نبوی ذکر می‌کند، اما ابن هشام آن را از نسخهٔ خودش حذف می‌کند.
ذهبی در سِیْرُ اَعْلامِ النُّبَلاء نیز همین دو حدیث را به‌همراه حدیثی دیگر با لفظ «خَیْرُ نِسَاءِ العَالَمین» نقل می‌کند. ذهبی در تاریخ الاسلام نیز دو حدیث نقل‌شده از طبری به‌همراه احادیث خود در سیر اعلام النبلاء را تکرار می‌کند. ابن عساکر در تاریخ مدینة دمشق حدیث عیادت پیامبر از فاطمه زهرا در هنگام بیماری را نقل می‌کند که فاطمه زهرا را «سرور زنان جهان» می‌نامد. سیوطی در اَلدُّرُّ الْمَنثور نیز احادیث نقل‌شدهٔ طبری در ذخائر العقبی را به‌همراه احادیثی دیگر بیان می‌کند. ابن حجر عسقلانی در فَتحُ الْباری احادیثی را از پیامبر نقل می‌کند که در آن‌ها فاطمه زهرا «سرور زنان جهان» و «سرور زنان اهل بهشت» به‌جز مریم عنوان می‌شود. ابن کثیر در اَلْبِدایَة و النَّهایَة نیز احادیثی را نقل می‌کند که «بهترین چهار زن جهان» یا «چهار سرور زنان جهان» فاطمه بنت محمّد، خدیجه بنت خویلد، آسیه بنت مُزاحم و مریم بنت عِمران هستند. مُتَّقی هندی در کَنزُ العُمّال احادیثی را نقل می‌کند که در آن‌ها از فاطمه زهرا با عنوان «سَیِّدَةُ نِساءِ الْعالَمین» و «سَیِّدَةُ نِساءِ أَهلِ الْجَنَّة» نام برده می‌شود. عِزّالدّین بن اثیر در اُسْدُ الْغابَة احادیثی را نقل می‌کند که پیامبر در بستر مرگ، در برابر گریهٔ فاطمه زهرا به‌خاطر درگذشت پدرش، او را «سیّدة نساء العالمین» یا «سیّدة نساء أهل الجنّة» خطاب می‌کند. ابونعیم اصفهانی در حِلْیَةُ الاولیاء حدیث عیادت پیامبر از فاطمه زهرا در هنگام بیماری را نقل می‌کند که فاطمه زهرا را «سرور زنان جهان» یا «سرور زنان روز قیامت» می‌داند.

## در کلام امامان شیعه
از امامان شیعه احادیثی دربارهٔ فاطمه زهرا نقل شده‌است. درون‌مایهٔ این احادیث پیامبرشناسیِ فاطمه، علم او، حجاب او، عشقِ پیامبر اسلام به او، فراوانیِ گریهٔ او، دوری او از هر بدی، ستاره بودن او برای ساکنان آسمان‌ها، سروری او زنان عالم را، سخن‌گفتن او با فرشتگان، انسان‌دوستیش در مقام دعا، کم‌نظیریش و نبودن کفوی برای او در روی زمین جز علی بن ابی‌طالب و همسرداری و سخت‌کوشیش در امور خانه است. بعضی دیگر از احادیث نیز بر جنبه‌های ویژه‌ای از فاطمه زهرا تأکید می‌کند، مانند حدیث در صدّیقه و شهیده بودن او، حُجَّت بودن او بر امامان شیعه و الگو بودنش برای حُجَّتِ بنِ الْحسن، امام دوازدهم شیعیان.

## یادداشت
1. ↑  یکی از لفظ‌های حدیث بضعه: «فَاطِمَةُ بَضْعَةٌ مِنِّی فَمَنْ آذَاهَا فَقَدْ آذَانِی. فاطمه پاره‌ای از من است، پس هرکس او را بیازارد مرا آزرده‌است.»